# بيتينا غورتن
بيتينا غورتن (بالإنجليزية: Bettina Gorton)‏ هي لغوية أمريكية، ولدت في 23 يونيو 1915 في بانجور في الولايات المتحدة، وتوفيت في 2 أكتوبر 1983 في Royal Canberra Hospital ‏ في أستراليا.